# العلاقات المكسيكية الجنوب إفريقية
العلاقات المكسيكية الجنوب أفريقية هي العلاقات الثنائية التي تجمع بين المكسيك وجنوب أفريقيا.

## مقارنة بين البلدين
هذه مقارنة عامة ومرجعية للدولتين:
| وجه المقارنة                                              | المكسيك                                                                               | جنوب أفريقيا |
| --------------------------------------------------------- | ------------------------------------------------------------------------------------- | --- |
| المساحة (كم2)                                             | 1.97 مليون                                                                            | 1.22 مليون |
| عدد السكان (نسمة)                                         | 130.53 مليون                                                                          | 57.73 مليون |
| الكثافة السكانية (ن./كم²)                                 | 66.26                                                                                 | 47.32 |
| العاصمة                                                   | مدينة مكسيكو                                                                          | بريتوريا، بلومفونتين، كيب تاون |
| اللغة الرسمية                                             | اللغة الإسبانية                                                                       | لغة إنجليزية، اللغة الأفريقانية، اللغة النديبلي الجنوبية، اللغة السوثو الشمالية، اللغة السوتية، لغة سوازي، اللغة التسونجا، اللغة التسوانية، اللغة الفيندية، اللغة الكوسية، اللغة الزولوية |
| العملة                                                    | بيزو مكسيكي                                                                           | راند جنوب أفريقي |
| الناتج المحلي الإجمالي (بليون دولار)                      | 1.15 تريليون                                                                          | 349.42 مليار |
| الناتج المحلي الإجمالي (تعادل القوة الشرائية) بليون دولار | 2.16 تريليون                                                                          | 725.91 مليار |
| الناتج المحلي الإجمالي الاسمي للفرد دولار أمريكي          | 9.01 ألف                                                                              | 5.72 ألف |
| الناتج المحلي الإجمالي للفرد دولار أمريكي                 | 17.32 ألف                                                                             | 13.05 ألف |
| مؤشر التنمية البشرية                                      | 0.756                                                                                 | 0.666 |
| رمز المكالمات الدولي                                      | +52                                                                                   | +27 |
| رمز الإنترنت                                              | .mx                                                                                   | .za |
| المنطقة الزمنية                                           | منطقة زمنية وسطى، المنطقة الزمنية الجبلية، زمن منطقة المحيط الهادئ، منطقة زمنية شرقية | ت ع م+02:00، أفريقيا/جوهانسبرغ ‏ |

## منظمات دولية مشتركة
يشترك البلدان في عضوية مجموعة من المنظمات الدولية، منها:
| علم المنظمة | اسم المنظمة                        | تاريخ انضمام المكسيك | تاريخ انضمام جنوب أفريقيا |
| ----------- | ---------------------------------- | -------------------- | ------------------------- |
|             | مؤسسة التنمية الدولية              | 24 أبريل 1961        | 12 أكتوبر 1960            |
|             | يونسكو                             | 4 نوفمبر 1946        | 4 نوفمبر 1946             |
|             | وكالة ضمان الاستثمار متعدد الأطراف | 1 يوليو 2009         | 10 مارس 1994              |
|             | الأمم المتحدة                      | 7 نوفمبر 1945        | 7 نوفمبر 1945             |
|             | الفريق المعني برصد الأرض           | ?                    | ?                         |
|             | الاتحاد البريدي العالمي            | ?                    | ?                         |
|             | مجموعة العشرين                     | ?                    | ?                         |
|             | البنك الدولي للإنشاء والتعمير      | 31 ديسمبر 1945       | 27 ديسمبر 1945            |
|             | المنظمة الهيدروغرافية الدولية      | ?                    | ?                         |
|             | الاتحاد الدولي للاتصالات           | 1 يوليو 1908         | 1910                      |
|             | منظمة حظر الأسلحة الكيميائية       | ?                    | ?                         |
|             | مؤسسة التمويل الدولية              | 20 يوليو 1956        | 3 أبريل 1957              |
|             | منظمة التجارة العالمية             | 1995                 | 1995                      |
|             | مجموعة الموردين النوويين           | ?                    | ?                         |
|             | منظمة الشرطة الجنائية الدولية      | ?                    | ?                         |

## وصلات خارجية
- موقع وزارة الخارجية المكسيكية
- موقع وزارة الخارجية الجنوب أفريقية